# 서하준
서하준(徐河俊, 1989년 9월 19일 ~ )은 대한민국의 배우이다.

## 학력
- 창평초등학교 졸업
- 창평중학교 졸업
- 창평고등학교 졸업
- 청운대학교 연기예술학과

## 출연 작품

### 드라마
- 2013년 MBC 저녁 일일연속극 《오로라 공주》 ... 설설희 역
- 2014년 SBS 저녁 일일연속극 《사랑만 할래》 ... 김태양 역
- 2016년 SBS 아침 일일연속극 《내 사위의 여자》 ... 김현태 / 김민수 역
- 2016년 MBC 주말 특별기획 대하드라마 《옥중화》 ... 명종 역
- 2019년 SBS 아침 일일연속극 《맛 좀 보실래요》 ... 이진상 역
- 2020년 ~ 2021년 SBS 아침 일일연속극 《불새 2020》 ... 서정민 / 서정인 역
- 2022년 MBC 저녁 일일연속극 《비밀의 집》 ... 우지환 역
- 2023년 MBC 저녁 일일연속극 《하늘의 인연》 ... 이태성 역
- 2024년 KBS2 저녁 일일연속극 《피도 눈물도 없이》 ... 이준모 / 제이스 리 역
- 2025년 MBC 저녁 일일연속극 《태양을 삼킨 여자》 ... 문태경 역

### 영화
| 연도 | 제목                     | 역할   | 비고 |
| ---- | ------------------------ | ------ | ---- |
| 2015 | 《굿바이 그리고 헬로우》 | 이도완 |      |

### 공연
| 연도 | 제목                 | 역할   | 비고 |
| ---- | -------------------- | ------ | ---- |
| 2008 | 《죽은 시인의 사회》 |        | 연극 |
| 2008 | 《맥베드》           |        | 연극 |
| 2009 | 《줄리어드 시저》    |        | 연극 |
| 2014 | 《풀 하우스》        | 이영재 |      |
| 2014 | 《카페인》           | 강지민 |      |

### M/V
- 2012년 반위백 - 24Billy
- 2013년 조관우 - 화애 (火愛)

## 예능
- 2014년 KBS2 《해피투게더》 - 게스트
- 2014년 SBS 《정글의 법칙 in 보르네오》 - 게스트
- 2014년 K STAR 《프렌즈 in 마카오》 - 고정출연
- 2015년 SBS 《일요일이 좋다 - 런닝맨》 - 게스트
- 2016년 MBC 《미스터리 음악쇼 복면가왕》 - 참가자 출연 (어른들은 몰라요! 피터팬!)
- 2017년 MBC every1 《비디오스타》 - 게스트
- 2023년 채널 A 《요즘 남자 라이프 - 신랑수업》 - 고정출연

## 음반
- 2013년 《오로라 공주》 OST Part 3 - 살고싶어: 오창석, 서하준
- 2015년 《굿바이 그리고 헬로우》 OST - 굿바이 그리고 헬로우

## 수상 및 후보
| 연도 | 시상식                     | 부문                                 | 작품           | 결과 |
| ---- | -------------------------- | ------------------------------------ | -------------- | ---- |
| 2014 | SBS 연기대상               | 뉴스타상                             | 사랑만 할래    | 수상 |
| 2016 | 제9회 코리아 드라마 어워즈 | 남자 신인상                          | 옥중화         | 수상 |
| 2016 | MBC 연기대상               | 특별기획부문 남자 우수연기상         | 옥중화         | 수상 |
| 2016 | MBC 연기대상               | 베스트 커플상(With 진세연)           | 옥중화         | 후보 |
| 2016 | SBS 연기대상               | 장편드라마 부문 남자 특별연기상      | 내 사위의 여자 | 후보 |
| 2019 | SBS 연기대상               | 장편드라마 부문 남자 최우수연기상    | 맛 좀 보실래요 | 후보 |
| 2020 | SBS 연기대상               | 중·장편 드라마 부문 남자 우수연기상  | 불새 2020      | 후보 |
| 2022 | MBC 연기대상               | 일일&단막드라마 부문 남자 우수연기상 | 비밀의 집      | 수상 |